# Amministrazione provvisoria russa in Bulgaria

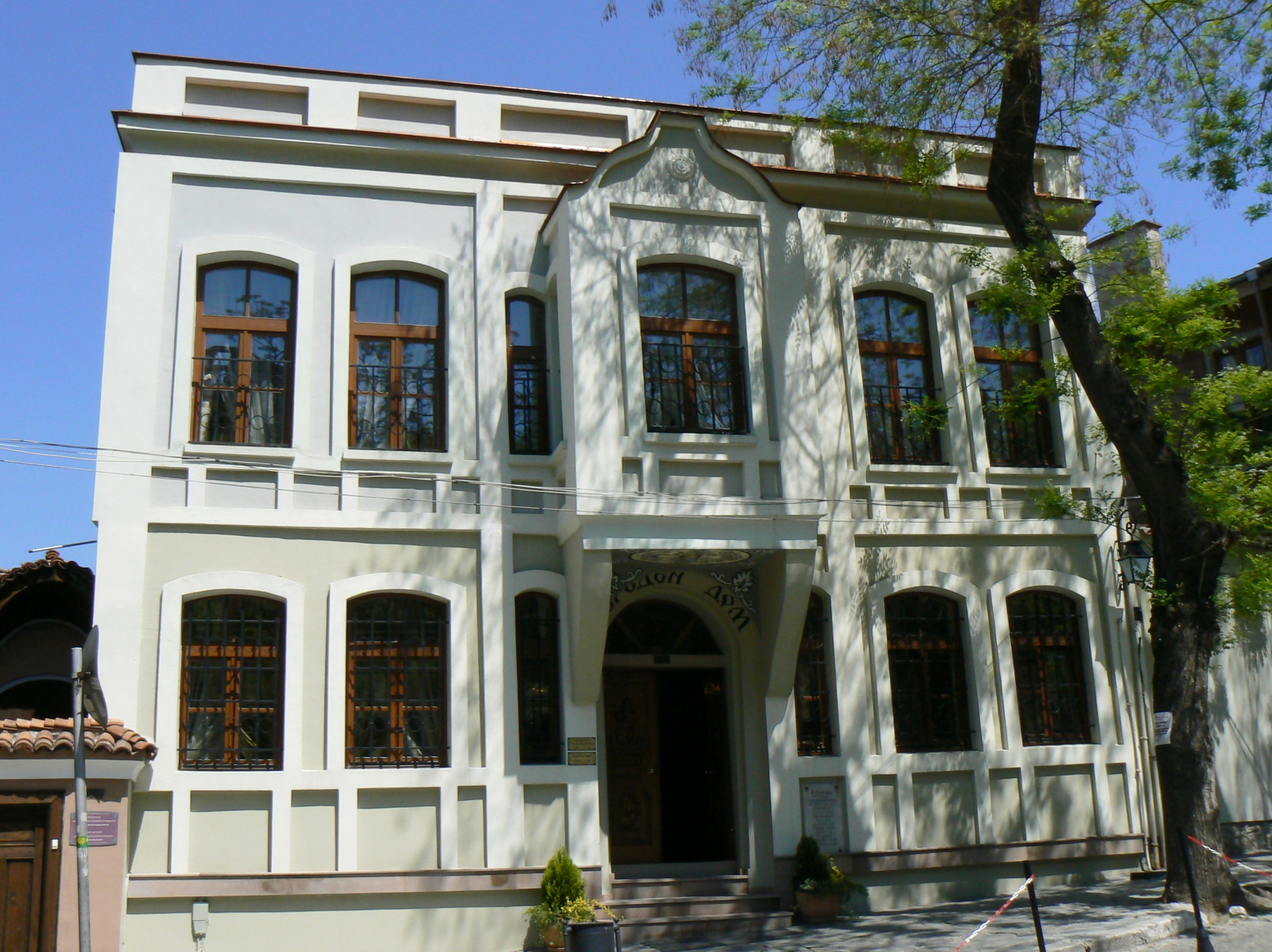
L'edificio a Plovdiv, dove si trovava il governo temporaneo russo da maggio a ottobre 1878

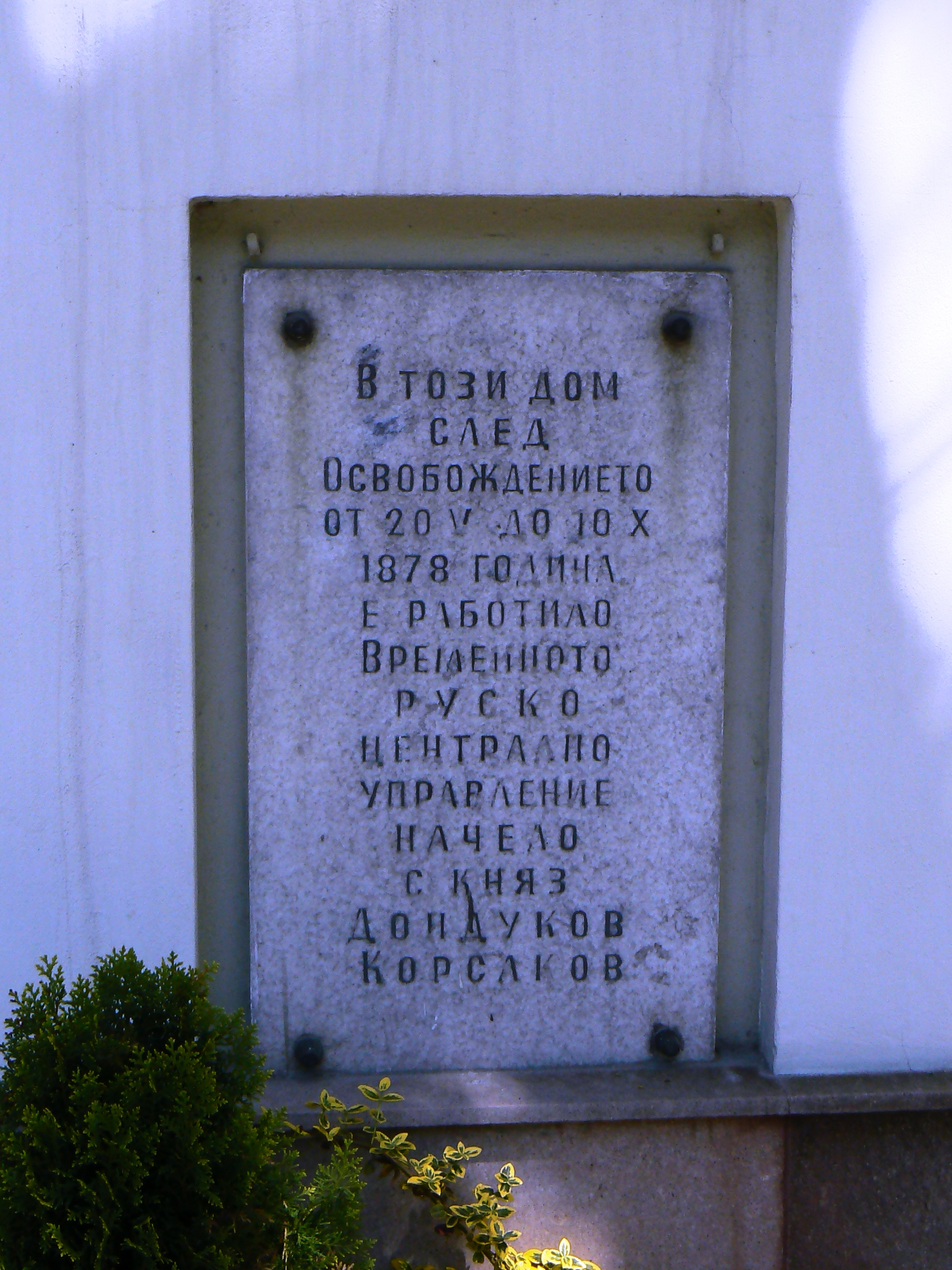
La lapide

L'Amministrazione provvisoria russa in Bulgaria (in russo Временное русское управление в Болгарии?, in bulgaro Временно руско управление в България?) fu un governo provvisorio istituito per i territori bulgari liberati dall'esercito imperiale russo durante la guerra russo-turca del 1877-1878. Questa amministrazione fu istituita all'inizio della guerra nell'aprile 1877. Il Trattato di Berlino (1878) prevedeva la cessazione delle attività del governo temporaneo russo con l'istituzione del Principato di Bulgaria e della Rumelia orientale, in base al quale fu abolito nel maggio 1879. Gli obiettivi principali dell'amministrazione temporanea russa erano quelli di stabilire una vita pacifica e di prepararsi per una rinascita dello Stato bulgaro.
Le parti occidentali dell'odierna Bulgaria che erano state liberate dall'esercito serbo furono sotto l'amministrazione provvisoria serba dal 19 dicembre 1877 al 5 giugno 1879.

## L'organizzazione e le attività
Il governo provvisorio russo era inizialmente guidato dal principe commissario dell'imperatore russo Vladimir Cherkassky, come capo del "Primo ufficio di governo civile delle terre transdanubiane liberate". Dopo la sua morte nel marzo 1878 questo incarico era stato ricoperto dal principe Alexander Dondukov-Korsakov. Dal 20 maggio al 10 ottobre 1878, la residenza del commissario si trovava a Plovdiv, per poi essere trasferita a Sofia.
La guida dell'amministrazione civile, presieduta dalla cancelleria del commissario dell'imperatore russo, istituì nel 1878 il consiglio di governo per le aree. Oltre a ufficiali e funzionari russi, vi erano inclusi molti bulgari, tra cui Dragan Tsankov, Petko Karavelov, Stefan Stambolov, Dimitar Grekov, Dimitar Petkov, Todor Ikonomov, Konstantin Stoilov. L'amministrazione russa cercò di preparare più staff possibile per creare un meccanismo statale per i futuri stati bulgari. Pertanto, sette province furono inizialmente guidate da russi e solo una da bulgari, ma in sei province i vicegovernatori erano bulgari. A livello locale i russi crearono un sistema di governo: nei distretti (uezd ) vennero formati consigli amministrativi elettivi e comitati giudiziari e nei villaggi i consigli degli anziani. Venne redatto il progetto di Costituzione e l'amministrazione avviò i preparativi per le elezioni dell'Assemblea costituente.
Nella primavera e nell'estate del 1878 la milizia bulgara (Opălčenci) fu trasformata in unità militari regolari e formando così le truppe territoriali bulgare.
Molti giovani bulgari furono inviati alle scuole militari russe e i più capaci anche nelle accademie militari. Dopo un breve periodo in Bulgaria, i russi fondarono una scuola militare locale. Per accelerare la formazione e l'addestramento di un nuovo esercito, l'amministrazione aveva deciso di distaccare ufficiali e istruttori russi dai ranghi inferiori dell'esercito danubiano alle unità bulgare. Inoltre, l'esercito russo incoraggiò l'addestramento militare della popolazione rurale in unità russe e distaccamenti volontari bulgari (che furono chiamati druzhina) da tutti i ranghi. Tali misure costituivano una riserva di mobilitazione per l'esercito bulgaro. L'esercito russo aveva anche consegnato una quantità significativa di attrezzature e rifornimenti ai bulgari. La Russia contribuì attivamente alla costituzione della Marina in Bulgaria.
Per addestrare gli ufficiali, i giovani bulgari capaci furono distaccati sia nelle scuole militari russe che nella scuola militare di nuova creazione a Sofia.

## Il debito dell'occupazione
I costi sostenuti dall'erario russo per il mantenimento del governo temporaneo russo dovevano essere rimborsati dal futuro Principato di Bulgaria e della Rumelia orientale. La somma così maturata era denominata "debito di occupazione". I bulgari lo pagarono irregolarmente e la sua liquidazione definitiva richiese quasi mezzo secolo.
Il Principato di Bulgaria assolse il debito dal 1883 fino al 1885, quando i rapporti tra Bulgaria e Russia furono interrotti dopo l'unificazione bulgara con la Rumelia orientale, che non era stata approvata dalla Russia, e la successiva guerra serbo-bulgara, prima della quale la Russia aveva ritirato i suoi ufficiali militari, che fino a quel momento avevano comandato tutte le unità più grandi del giovane esercito bulgaro.
Nel 1890 aveva inviato un pagamento di servizio, ma i pagamenti regolari furono ripresi solo nel 1896. Il "debito di occupazione" fu infine estinto dal Principato di Bulgaria nel 1902 a spese di un grosso prestito estero emesso da una banca Paribas.
Il debito di occupazione della Rumelia orientale passò al Principato di Bulgaria dopo l'unificazione della Bulgaria nel 1885. Il suo rimborso fu posticipato molte volte fino al 1912, quando la Bulgaria e la Russia concordarono un piano per ripagare il debito. Il piano non fu mai realizzato perché dopo l'inizio della prima guerra mondiale i due paesi erano avversari. Dopo la guerra, il debito fu cancellato da un accordo tra il Gabinetto di Aleksandar Stamboliyski e il governo bolscevico dell'Unione Sovietica.